# Alnif
Alnif (en àrab النيف, Alnīf; en amazic ⴰⵏ ⵏⵉⴼ) és una comuna rural de la província de Tinghir, a la regió de Drâa-Tafilalet, al Marroc. Segons el cens de 2014 tenia una població total de 22.724 persones. Es troba a l'interior d'un oasi entre Ouarzazate i Errachidia, entre el massís de l'Atles i el Sàhara.